# West-Friesche Tramweg-Maatschappij
De West-Friesche Tramweg-Maatschappij (WFTM) was een exploitant van een tramverbinding tussen Hoorn en Enkhuizen. Zij had tot doel een stoomtramverbinding aan te leggen en te exploiteren tussen deze twee steden. Dit doel werd mede door tegenwerking van de tussenliggende gemeenten niet bereikt, en de exploitatie werd in 1884 gestaakt. Vanaf 1889 reed over het traject van de WFTM de paardentram Hoorn - Enkhuizen.
Het bedrijf werd opgericht op 22 juni 1881 in Hoorn. Sedert 15 juli 1883 exploiteerde het bedrijf de lijnen Hoorn-Westerblokker en Enkhuizen-Grootebroek met stoomtractie. Op het resterende traject werd een omnibus ingezet, een door paarden getrokken rijtuig. Op 1 december 1884 werd de dienst na aanhoudende verliezen alweer gestaakt.
Het spoor werd door een andere partij, de N.V. Paardetram Hoorn-Enkhuizen overgenomen met de bedoeling een doorgaande paardentram te exploiteren. Pas in 1889 kon de eerste paardentram het gehele traject berijden.